# 阔片双盖蕨
阔片双盖蕨（学名：Diplazium matthewii）也称
阔片短肠蕨，为蹄盖蕨科双盖蕨属下的一个种。